# Михаил Якушин
Михаил Якушин (на руски: Михаил Якушин) е съветски футболист, хокеист и треньор по футбол.
Удостоен е с почетните звания „Заслужил майстор на спорта на СССР“ (1940) и „Заслужил треньор на СССР“ (1957).

## Кариера

### Футболист
Якушин играе за СТС Москва и СКиГ, преминава в „Динамо“ (Москва) през 1933 г. Там играе футбол и хокей на лед. Казва, че по онова време за него на първо място е хокеят, а едва след това е футболът.
Завършва техникум по земеустройство и по разпределение за работа е изпратен в Уралска област, Челябински окръг, Ялано-Катайски район през 1930 г. После отбива задължителната военна служба в Москва.
Играе през 1935 г. в 3 неофициални мача за националния отбор на СССР, като вкарва 1 гол.
Участва в първото първенство по хокей на лед на СССР, играейки за „Динамо“ (Москва).

### Треньор
През 1944 – 1950 и 1953 – 1960 г. е старши треньор на „Динамо“ (Москва). Рекордьор е сред треньорите със спечелените 6 шампионски титли – през 1945, 1949, 1954, 1955, 1957, 1959 г.), както и общо 12 награди от национални първенства. Под ръководството на Якушин отборът е носител на Купата на СССР (1953) и 3 пъти (1945, 1949, 1955) е финалист.
Под ръководството на Якушин московският „Динамо“ през ноември 1945 г. прави незабравимо пътуване до Великобритания, което повишава престижа на съветския футбол. През 1940-те години на миналия век се среща с най-силните професионални отбори в Европа и Южна Америка.
Заедно с „Динамо“ през 1945 г. става пионер на новата тактическа схема 1-4-2-4.
През 1959 г. и 1967 – 1968 г. Якушин е старши треньор на първия отбор на СССР, като успешно завършва квалификациите за Евро-1960 и финишира на 4-то място на Европейското първенство през 1968 г.

## Отличия

### Отборни
Динамо Москва
- Шампион на Москва: 1934, 1935
- Купа на СССР по футбол: 1937

### Треньор
Динамо Москва
- Съветска Висша лига: 1945, 1949, 1954, 1955, 1957, 1959
- Купа на СССР по футбол: 1953